# Guilla de Provenza

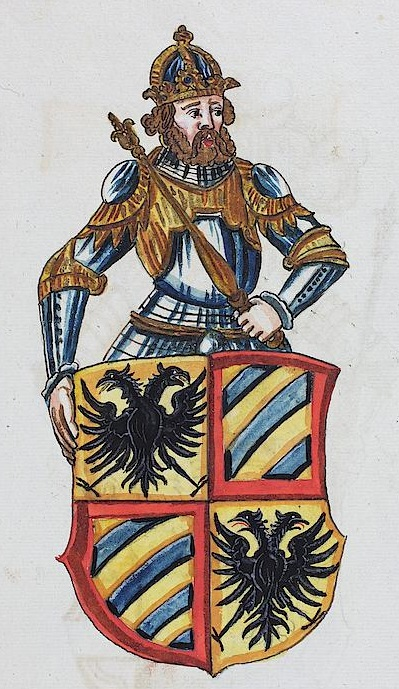
Rodolfo I de la Alta Borgoña, quien fue su primer esposo.

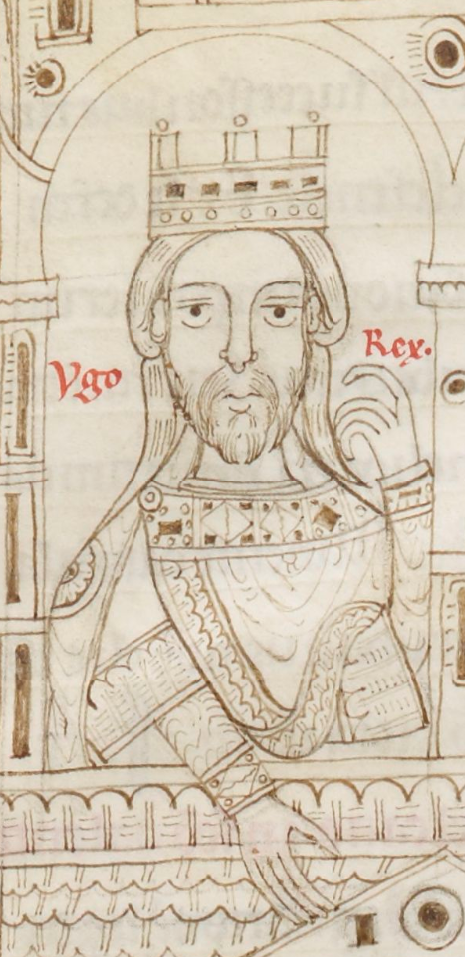
Hugo de Arlés, quien fue su segundo esposo.

Guilla de Provenza o de Borgoña (m. antes de 924) fue una reina de los francos en el valle del Ródano.
Se sabe que fue la primera esposa del rey Rodolfo I de la Alta Borgoña (quien se proclamó rey en 888 y murió el 25 de octubre de 911) y más tarde, a partir del año 912, consorte de Hugo de Arlés, conde fronterizo de Provenza, quien en 926 se convirtió en rey de la Italia Septentrional.
La fecha de fallecimiento de la reina Guilla, después de 912 y antes de 924, está determinada porque una carta (en la que se dice que ella ha muerto) está datada en 924. Tras su muerte en 926, su viudo, el conde Hugo, tomó el reino de Italia de Rodolfo II de Borgoña (quien era hijastro o hijo propio de Guilla).
Lo restante de su genealogía es bastante incierto. Se cree que fue hija del rey Bosón de la Baja Borgoña (Provenza), y se cree que fue la madre del rey Rodolfo II de Alta Borgoña e Italia. Estos dos parentescos tienen cierto apoyo en fuentes prácticamente contemporáneas. La primera mención haría de ella hermana, o medio hermana, del rey Luis III de Italia. La segunda significaría que era antecesora de la última casa real borgoñona independiente, y a través de los duques de Suabia, de la posterior dinastía Güelfa y de la casa imperial sálica, así como de prácticamente todas las familias reales europeas desde la Alta Edad Media.
Otras genealogías, que la mayor parte de los investigadores consideran fantasiosas, durante siglos han proclamado que:
- la madre de Guilla fue Ermengarda de Italia, una de las herederas de los últimos carolingios, quien era hija del emperador Luis II, rey de Italia, y se convirtió en la última de las esposas del rey Bosón de Baja Borgoña. Esto, sin embargo, es muy improbable, pues el matrimonio de Ermengarda con el rey Bosón tuvo lugar en 878, una fecha en la que Guilla ya había nacido con toda probabilidad.
- Guilla era la única esposa del rey Rodolfo I de Alta Borgoña. Esto no es seguro, pues posiblemente tenía edad de tener hijos en su matrimonio en 912 con el conde Hugo, el futuro rey italiano; y su primer esposo, el rey Rodolfo I, es mencionado como persona que tenía ya varios hijos en el año 888 (que entonces podrían haber nacido de una mujer anterior, de nombre para nosotros desconocido, de Rodolfo).

- Datos: Q2527781